# Nelson Chamisa
Nelson Chamisa, né le 2 février 1978 à Masvingo, est un homme politique zimbabwéen, principale figure de l'opposition depuis février 2018 et un pasteur chrétien évangélique pentecôtiste.

## Biographie

### Jeunesse
Il naît le 2 février 1978 à Masvingo,, sur une mission chrétienne dans ce qui est alors la république de Rhodésie, deux ans avant que celle-ci ne devienne le Zimbabwe. 
Étudiant à l'École polytechnique de Harare, il y devient président du conseil représentatif des étudiants durant sa première année d'études, en 1998. Cette même année, il est élu secrétaire-général de l'Union nationale des étudiants du Zimbabwe (ZINASU), mais est expulsé de l'École pour avoir pris part à une manifestation contre le gouvernement du président Robert Mugabe. En 1999, il organise un blocus des lycées du pays. Ensuite, il a étudié en Droit à l’université du Zimbabwe et a obtenu un Bachelor of Sciences.

### Carrière politique
Membre fondateur du Mouvement pour le changement démocratique (MCD, centre-gauche) en 1999, il devient le président du mouvement de la jeunesse du parti de 2000 à 2006. À l'occasion d'une élection partielle en 2003, il est élu député de la circonscription de Kuwadzana-centre à l'Assemblée (le Parlement), dont il est alors le plus jeune membre. En 2007, alors qu'il se prépare à se rendre à une réunion des pays d'Afrique, Caraïbes et Pacifique et de l'Union européenne à Bruxelles, il est attaqué par un groupe d'hommes devant l'aéroport international d'Harare, et hospitalisé avec une fracture du crâne. À l'issue des élections législatives de 2008, qui aboutissent à un gouvernement d'union nationale, il est nommé ministre chargé des technologies de l'information et de la communication, et plus jeune membre du gouvernement. Il occupe cette fonction jusqu'à la dislocation du gouvernement en 2013,,.
À la mort de Morgan Tsvangirai en février 2018, il devient chef de la principale branche du MDC, le parti étant scindé depuis des années en branches divergentes. Deux semaines plus tard, le parti l'investit formellement candidat à l'élection présidentielle. En mai, il promet d'expulser du pays les investisseurs chinois, qu'il accuse de se saisir des ressources du pays alors que le président Emmerson Mnangagwa accroît les relations économiques du Zimbabwe avec la Chine,.
En 2018, il présente sa candidature à l'élection présidentielle. Il revendique sa victoire à celle-ci avant même la proclamation des résultats officiels. Finalement, c'est Mnangagwa qui est élu de justesse dès le premier tour, ce qui donne lieu à des violences. Mnangagwa condamne les actions des militaires qui ont tenté d'empêcher le déroulement d'une conférence de presse du MDC, ainsi que la répression. Le 10 août, jour de la date limite pour contester l’élection, le MDC dépose un recours à la Cour suprême, qui dispose dès lors de deux semaines pour prendre une décision ; la cérémonie d'investiture de Mnangagwa, prévue pour le 12 août, et pour laquelle la présidence a invité des dirigeants internationaux, est alors reportée à une date ultérieure. Le 24 août, la Cour constitutionnelle confirme à l'unanimité les résultats annoncés par la commission électorale. Les juges expliquent que le MDC n'a pas fourni de preuves substantielles de fraudes électorales. Le MDC répond qu'il accepte la décision de la Cour. La cérémonie d'investiture a lieu le 26 août. 
Chamisa forme en janvier 2022 la Coalition citoyenne pour le changement après avoir abandonné le nom du parti « MDC Alliance (en) » , qui annonce présenter des candidats sous cette bannière. La CCC est issu du changement de nom du MDC-A.
En janvier 2024, Nelson Chamisa quitte la Coalition citoyenne pour le changement et dénonce l'influence de la ZANU-PF, le parti au pouvoir, sur les élus de la CCC.

### Ministère évangélique
Il a étudié la théologie pentecôtiste au Living Waters Theological Seminary de Harare et a obtenu un diplôme en 2016 . Il a ensuite été ordonné pasteur par l’Apostolic Faith Church.